# Zeger van Boetzelaer
Lodewijk Henrick Zeger baron van Boetzelaer (Dinther, 11 september 1921 – Raalte, 21 december 1944) was een Nederlands verzetsstrijder tijdens de Tweede Wereldoorlog.
Zeger was een telg uit de adellijke familie Van Boetzelaer en groeide op op het landhuis Zwanenburg in Dinther. Vlak voor het uitbreken van de Tweede Wereldoorlog was hij in Deventer gaan studeren aan de Tropische Landbouwschool (Middelbare Koloniale Landbouwschool). Gedurende de oorlog ontstond er geleidelijk aan een verzetsbeweging in Deventer, mede geïnitieerd door een van de leraren op die school. Gevolg was dat de school een groot aantal van de verzetsstrijders voortbracht, waaronder Zeger.

## Verzetswerk
Aangezien er altijd in het uiterste geheim gehandeld werd, is er weinig over de verzetsbeweging bekend. Zelfs zijn familie wist niets van Van Boetzelaer's activiteiten. De familie had op Zwanenburg Joodse onderduikers in huis, waaronder de schrijver Leonard de Vries, en daar was Zeger weer niet van op de hoogte.
Zeger zat in het verzet bij de Centrale Inlichtingendienst (CID). Wat van hem bekend is geworden, is dat hij meegewerkt heeft met het aanleggen van een geheime telefoonverbinding vanaf Deventer door de IJssel over de Veluwe, met de bedoeling de vijand te kunnen afluisteren. Deze verbinding is nooit operationeel geweest.

## Zijn einde
Op 1 september is Zeger voor het laatst van zijn ouderlijk huis Zwanenburg vertrokken. Hij is vanuit het toen al bevrijde gebied terug naar Deventer in het nog bezette gebied gegaan. Zeger zei dat hij terug moest, omdat hij beloofd had naar vrienden te gaan. Aangezien de geallieerden de verzetsmensen in Nederland kenden, is het goed mogelijk dat hij voor zijn vertrek contact met de Engelse geallieerden heeft gehad en het verzoek gekregen heeft om naar Deventer terug te keren.
Hij heeft het einde van de oorlog niet meer meegemaakt. Op 21 december 1944 werd hij in Raalte, waarschijnlijk in een vuurgevecht om zijn commandant Joop Zwijnenberg te bevrijden, geraakt door een Duitse kogel en stierf hij. Het vuurgevecht ontstond naar zeggen nadat een (waarschijnlijk) Poolse makker begon te schieten, maar zijn wapen niet afging. De Poolse makker wist te ontkomen. Zwijnenberg was in de buurtschap Pleegste (een gehucht bij Raalte) opgepakt door de Duitse Polizei, waarschijnlijk al vóór 21 december. Vermoedelijk werd hij op 21 december vervoerd van Raalte naar Deventer toen het verzet hem probeerde te bevrijden. Er was sprake van een echte overval op de Duitsers. Dat was bij Wesepe, onder Raalte.
Een andere versie van het voorval (in 2004 verteld door een nog levende oud-medeverzetsstrijder van Zeger) is dat er in Raalte een Engels persoon met een vliegtuigje zou landen om in het geheim een ontmoeting te hebben met een Nederlandse commandant die in een kerkgebouw in Raalte ondergedoken zat. Volgens deze weergave zou Zeger ook iets met die ontmoeting te maken hebben.
Zou Zeger niet in deze strijd omgekomen zijn, dan zou het mogelijk later gebeurd zijn. Hij was namelijk lid van de groep verzetsstrijders die op 10 april 1945 betrokken was in het zogenoemde Twentol-drama in Deventer, waarbij er van de acht slechts één wist te ontsnappen. De anderen kwamen om of werden vlak voor de bevrijding gefusilleerd.

## Erelijst
Pas na de oorlog, maanden na Zegers overlijden, kregen zijn ouders bericht van het hele gebeuren, van één of twee van zijn verzetsmaten.
Ergens tussen 10 april en 15 juni van 1945 heeft zijn vader hem aangemeld voor de "Eerelijst der namen van hen, die voor het vaderland zijn gevallen". De beschrijving op het opgaveformulier luidt:
Gevallene is 1 september 1944 uit zijn ouderlijk huis te Dinther naar Deventer vertrokken en had zich zooals na de bevrijding is gebleken, opgegeven als lid van een K.P. te Deventer. Naar men ons later mededeelde heeft hij daar o.a. medegewerkt bij het leggen van een geheimen telefoonkabel, welke werd aangesloten aan een Duitschen kabel, tot het afluisteren van dienstorders uit Berlijn. Op den dag van zijn dood had hij zich met een Poolschen jongen, die zich bij zijn ploeg had aangesloten, begeven langs den Raalterweg, in de hoop zijn commandant, Joop Zwijnenberg, die door de Sicherheitsdienst was gearresteerd en langs dien weg zou worden vervoerd, te kunnen bevrijden. Toen Zwijnenberg onder Duitsche bewaking voorbijkwam ontstond er een vuurgevecht, waarbij mijn zoon doodelijk werd getroffen. Zwijnenberg is later na een verhoor vrijgelaten en is thans nog in leven; bovenstaande inlichtingen ontving ik o.a. van hem (zijn adres is mij thans onbekend).